# Jalen Johnson
Jalen Tyrese Johnson (Wausau, 18 dicembre 2001) è un cestista statunitense, impegnato nella NBA con gli Atlanta Hawks.

## High school
Johnson gioca i suoi primi due anni di basket al liceo nella Sun Prairie High School di Sun Prairie, Wisconsin, sotto l'attuale allenatore Jeff Boos. Da matricola, nella stagione 2016-17, Johnson tiene le medie di 15,2 punti, 6,2 rimbalzi, 2,1 assist, 1,2 recuperi e 1,1 stoppate, aiutando la sua squadra a raggiungere un record di 20-4. Sun Praire viene però sconfitta a sorpresa nelle finali regionali dalla Madison East High School. Al secondo anno, nel 2017-18, Johnson realizza 18,4 punti, 9,6 rimbalzi, 4,0 assist, 1,9 recuperi e 1,5 stoppate di media a partita, trascinando la squadra ad un record di 25-2 e alla loro prima apparizione nella semifinale di un torneo statale di Division 1.
Dopo il secondo anno si trasferisce alla Nicolet High School di Glendale, Wisconsin. Johnson contribuisce a portare Nicolet alla vittoria del campionato statale di Division 2. Viene nominato giocatore dell'anno dalla Associated Press nello stato del Wisconsin. Nel 2019, Johnson si trasferisce alla IMG Academy di Bradenton, Florida, per il suo ultimo anno. Il 5 gennaio 2020, però, lascia prematuramente l'IMG Academy, facendo ritorno a Nicolet, anche se non necessariamente per giocare a basket. Viene dichiarato idoneo l'8 febbraio per giocare il resto della stagione per Nicolet, dopo non aver mai giocato in una partita per l'IMG. Da senior, Johnson realizza 24,6 punti, 10,9 rimbalzi e 4,8 assist di media in 9 partite. Viene anche selezionato per giocare nel Jordan Brand Classic, cancellato a causa della pandemia di COVID-19.

## College
Considerato dai principali siti specializzati come una recluta a cinque stelle e una delle migliori ali piccole della sua classe, Johnson accetta l'offerta di Duke, rifiutando, tra le altre, quelle di Arizona, Kentucky e Wisconsin.
Debutta con la maglia dei Blue Devils il 28 novembre 2020, realizzando una doppia-doppia da 19 punti, 19 rimbalzi, 7 assist e 4 stoppate nella vittoria per 81-71 su Coppin State. Il 30 novembre 2020, ottiene il premio di miglior freshman della ACC. Il 26 gennaio 2021 realizza 18 punti e 6 rimbalzi nella vittoria per 75-68 su Georgia Tech.
Il 15 febbraio 2021, anche a causa di un infortunio al piede, Johnson annuncia la decisione di rinunciare al resto della stagione, ponendo fine alla sua carriera universitaria e rendendosi eleggibile per il Draft NBA 2021. Chiude la stagione con le medie di 11,2 punti, 6,1 rimbalzi e 2,2 assist in 21,4 minuti di utilizzo medio a partita.

## NBA

### Atlanta Hawks (2021-)
Johnson viene selezionato con la 20ª scelta assoluta nel Draft 2021 dagli Atlanta Hawks. Johnson si mette subito in mostra alla Summer League di Las Vegas, dove fa registrare 19 punti e 9,5 rimbalzi di media a partita con il 57% dal campo e il 41% da tre, venendo incluso nel miglior quintetto della manifestazione.

## Statistiche

### NCAA
| Anno      | Squadra          | PG | PT | MP   | TC%  | 3P%  | TL%  | RP  | AP  | PRP | SP  | PP   |
| --------- | ---------------- | -- | -- | ---- | ---- | ---- | ---- | --- | --- | --- | --- | ---- |
| 2020-2021 | Duke Blue Devils | 13 | 8  | 21,4 | 52,3 | 44,4 | 63,2 | 6,1 | 2,2 | 1,2 | 1,2 | 11,2 |
| Carriera  | Carriera         | 13 | 8  | 21,4 | 52,3 | 44,4 | 63,2 | 6,1 | 2,2 | 1,2 | 1,2 | 11,2 |

#### Massimi in carriera
- Massimo di punti: 24 vs Pittsburgh (19 gennaio 2021)[14]
- Massimo di rimbalzi: 19 vs Coppin State (28 novembre 2020)
- Massimo di assist: 7 vs Pittsburgh (19 gennaio 2021)
- Massimo di palle rubate: 3 vs Georgia Tech (26 gennaio 2021)
- Massimo di stoppate: 4 (2 volte)
- Massimo di minuti giocati: 35 vs Coppin State (28 novembre 2020)

### NBA

#### Regular Season
| Anno      | Squadra       | PG  | PT | MP   | TC%  | 3P%  | TL%  | RP   | AP  | PRP | SP  | PP   |
| --------- | ------------- | --- | -- | ---- | ---- | ---- | ---- | ---- | --- | --- | --- | ---- |
| 2021-2022 | Atlanta Hawks | 22  | 0  | 5,5  | 53,7 | 23,1 | 71,4 | 1,2  | 0,1 | 0,1 | 0,1 | 2,4  |
| 2022-2023 | Atlanta Hawks | 70  | 6  | 14,9 | 49,1 | 28,8 | 62,8 | 4,0  | 1,2 | 0,5 | 0,5 | 5,6  |
| 2023-2024 | Atlanta Hawks | 56  | 52 | 33,7 | 51,1 | 35,5 | 72,8 | 8,7  | 3,6 | 1,2 | 0,8 | 16,0 |
| 2024-2025 | Atlanta Hawks | 36  | 36 | 35,7 | 50,0 | 31,2 | 74,6 | 10,0 | 5,0 | 1,6 | 1,0 | 18,9 |
| Carriera  | Carriera      | 184 | 94 | 23,6 | 50,4 | 32,3 | 71,2 | 6,3  | 2,6 | 0,9 | 0,6 | 11,0 |

#### Play-off
| Anno     | Squadra       | PG | PT | MP  | TC%  | 3P%  | TL% | RP  | AP  | PRP | SP  | PP  |
| -------- | ------------- | -- | -- | --- | ---- | ---- | --- | --- | --- | --- | --- | --- |
| 2022     | Atlanta Hawks | 2  | 0  | 4,6 | 0,0  | 0,0  | -   | 0,0 | 0,0 | 0,0 | 0,0 | 0,0 |
| 2023     | Atlanta Hawks | 6  | 0  | 9,3 | 41,7 | 36,4 | 100 | 2,5 | 1,3 | 0,5 | 0,0 | 4,3 |
| Carriera | Carriera      | 8  | 0  | 8,1 | 37,0 | 33,3 | 100 | 1,9 | 1,0 | 0,4 | 0,0 | 3,3 |

#### Massimi in carriera
- Massimo di punti: 25 vs 76ers [15]
- Massimo di rimbalzi: 16 vs Philadelphia 76ers (gennaio 2024)
- Massimo di assist: 7
- Massimo di palle rubate: 3 (2 volte)
- Massimo di stoppate: 4 vs Orlando Magic (14 dicembre 2022)
- Massimo di minuti giocati: 33 vs Brooklyn Nets (9 dicembre 2022)

### G League
| Anno      | Squadra       | PG | PT | MP   | TC%  | 3P%  | TL%  | RP   | AP  | PRP | SP  | PP   |
| --------- | ------------- | -- | -- | ---- | ---- | ---- | ---- | ---- | --- | --- | --- | ---- |
| 2021-2022 | C.P. Skyhawks | 20 | 20 | 36,0 | 46,4 | 35,4 | 56,7 | 11,4 | 4,3 | 1,7 | 1,4 | 21,1 |
| Carriera  | Carriera      | 20 | 20 | 36,0 | 46,4 | 35,4 | 56,7 | 11,4 | 4,3 | 1,7 | 1,4 | 21,1 |

## Palmarès

### Individuale

#### High school
- MaxPreps Sophomore All-America Honorable Mention (2018)
- USA Today All-Wisconsin Second Team (2018)
- Associated Press All-Wisconsin Second Team (2018)
- Wisconsin Gatorade Player of the Year (2019)
- Associated Press Wisconsin Player of the Year (2019)
- All-Nike EYBL First Team (2019)
- Jordan Brand Classic (2020)

#### NBA
- All-NBA Summer League First Team (2021)

## Vita privata
Il padre di Johnson, Rod Sr., ha giocato a basket per l'università del Wisconsin - Milwaukee e per la Southeast Missouri State University, per poi diventare professionista in Polonia. La madre, Stacy, ha anch'essa giocato a basket per l'università del Wisconsin - Milwaukee. Suo fratello maggiore, Rod Jr., ha invece giocato all'Highland Community College di Freeport, Illinois, e all'università del Tennessee - Chattanooga. Il fratello minore di Johnson, Kobe, è considerato una recluta a tre stelle nella classe 2021, e ha scelto di giocare a basket per USC.